# Domek Lodowy w Opolu

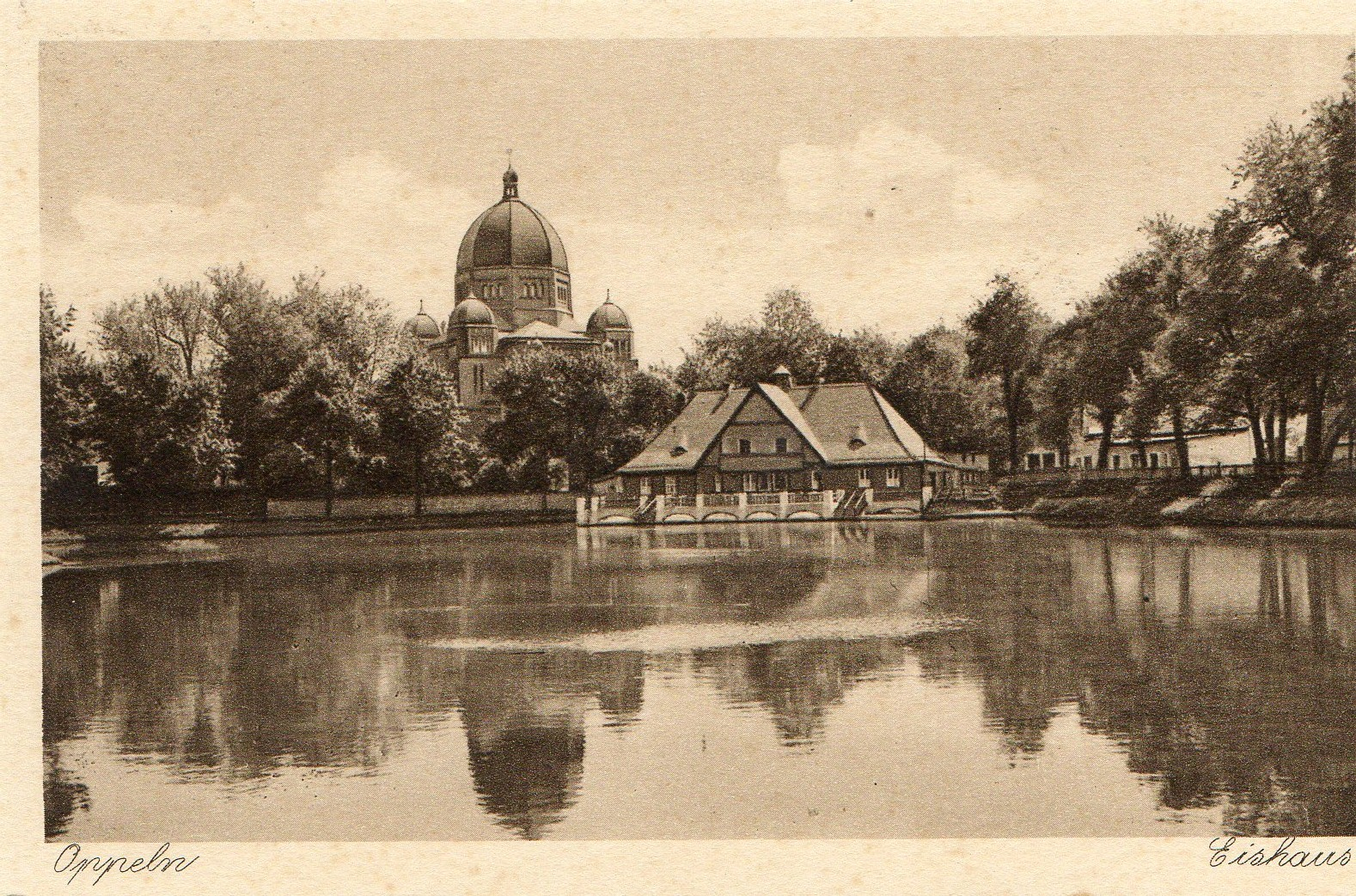
Eishaus, Staw Zamkowy i nieistniejąca Nowa Synagoga w 1920 roku

Domek Lodowy (niem. Eishaus) – zabytkowy, drewniany dom w stylu łużyckim, znajdujący się w Opolu, na wyspie Pasieka, przy ulicy Barlickiego.
 Budynek wpisany jest do rejestru zabytków pod nr rej.: 2202/89 z 31.08.1989
Budynek zaprojektował Theodor Ehl. Domek wybudowano w 1909 roku nad Stawem Zamkowym (powstał po likwidacji fosy przy stojącym niedaleko Zamku Piastowskim; niem. Schlossteich, dzisiaj nazywany popularnie Stawem Barlickiego) z inicjatywy znanego opolskiego fotografa Maxa Glauera. Prace prowadzono przy pomocy samych mieszkańców miasta, którzy ofiarowali na ten cel 4100 marek. W środku mieściła się główna siedziba założonego rok wcześniej Towarzystwa Łyżwiarskiego (Eislaufverein); oprócz niej otwarto w budynku kawiarnie, a przed Domkiem powstała przystań dla łódek.
W latach 30. XX wieku Eislaufverein urządziło na Stawie Zamkowym profesjonalne lodowisko ze sztucznym oświetleniem, sztanią i urządzeniem do nawadniania tafli. W 1934 odbyły się tutaj mistrzostwa Niemiec w jeździe figurowej, które wygrała 14-letnia wówczas Maxi Herber, późniejsza mistrzyni olimpijska, świata i Europy.
II wojnę światową Domek przetrwał bez większych strat - w okresie powojennym zlikwidowano jednak balkon oraz podcienia od strony stawu, służące jako letnia kawiarnia; nie ma również przystani dla łódek, gdyż Staw przebudowano na największą w Opolu fontannę. Obiekt stał się własnością PTTK i służył m.in. jako schronisko młodzieżowe. Później działała tutaj kawiarnia Piastowska, która zakończyła swoją działalność wraz z katastrofalną powodzią w 1997 roku, kiedy budynek znalazł się pod wodą. W kolejnych dekach w środku działało wiele lokali, jednak żaden nie zadomowił się na dłużej.
Później działała tutaj restauracja Piramida, natomiast na wyremontowanym Stawku umieszczono grające fontanny.

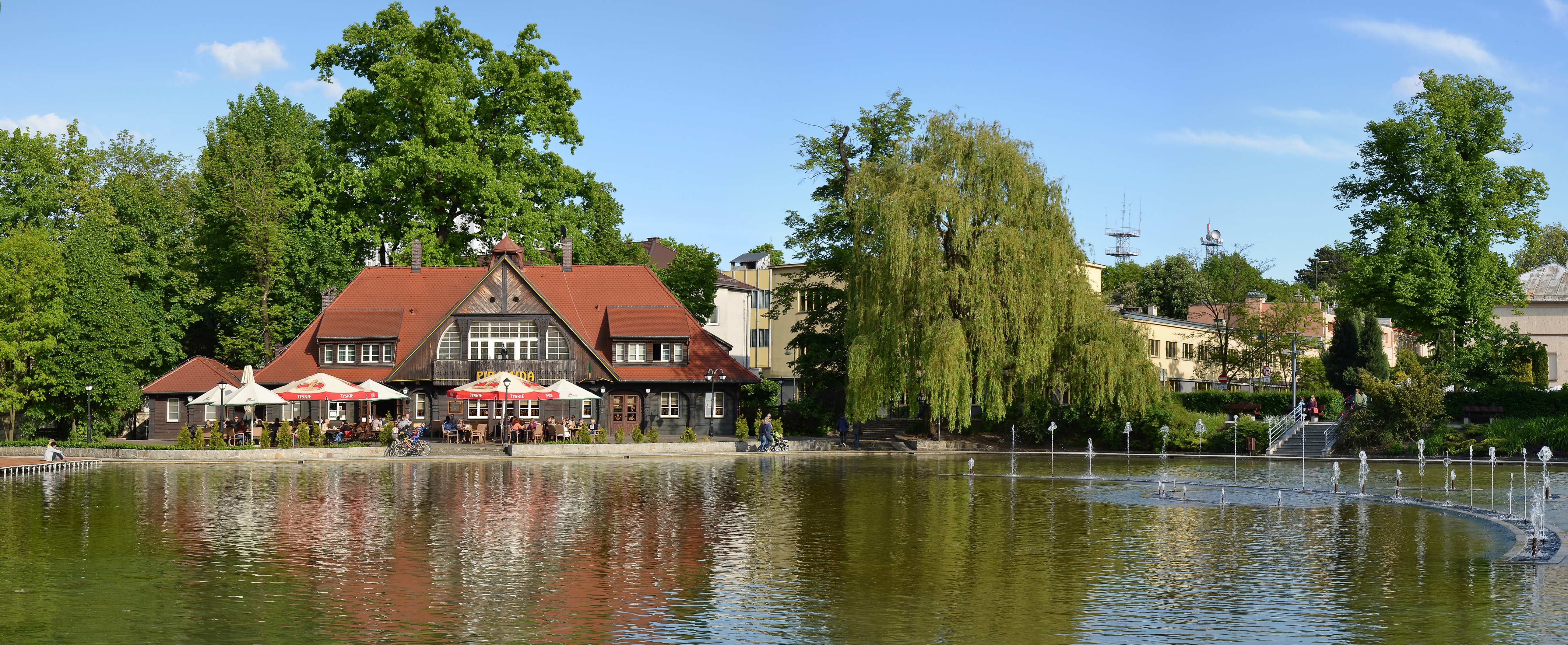
Domek Lodowy i Staw Zamkowy współcześnie